# Bassey William Andem
Bassey William Andem (Douala, 16 giugno 1968) è un ex calciatore camerunese, di ruolo portiere.

## Palmarès

### Club

#### Competizioni internazionali
- Copa Master de Supercopa: 1

Cruzeiro: 1994